# Vol. 2... Hard Knock Life
| Críticas profissionais | Críticas profissionais |
| Avaliações da crítica  | Avaliações da crítica  |
| Fonte                  | Avaliação              |
| ---------------------- | ---------------------- |
| Allmusic               | [ 1 ]                  |
| The A.V. Club          | (favorável)            |
| Robert Christgau       | hm3                    |
| IGN                    | (8.3/10)               |
| Los Angeles Times      | [ 5 ]                  |
| NME                    | (6/10)                 |
| Rolling Stone          | [ 7 ]                  |
| RapReviews             | (2/10)                 |
| The Source             | [ 9 ]                  |
| Yahoo! Music           | (favorável)            |
| Washington Post        | (favorável)            |

In My Lifetime Vol. 2... Hard Knock Life é o terceiro álbum de estúdio de Jay-Z, lançado em 29 de setembro de 1998, pela Roc-A-Fella Records nos Estados Unidos. O álbum impulsionou Jay-Z em status de superstar e o cimentou como um nome familiar na era pós Biggie/Tupac do hip hop. Este álbum também ganhou um Grammy Award de Melhor Álbum de Rap em 1999. O álbum estreou em #1 na Billboard 200 e também chegou ao primeiro lugar da Top R&B/Hip-Hop Albums, com 352.000 cópias vendidas na primeira semana. Desde seu lançamento, Vol. 2 recebeu críticas mistas dos críticos musicais, enquanto que os fãs de hip hop acharam que suas ambições de se tornar um sucesso comprometeram a qualidade e a complexidade de sua música.
Com mais de 8 milhões de cópias vendidas mundialmente, 5.300.000 cópias só nos Estados Unidados, Vol. 2... Hard Knock Life é o álbum mais vendido de Jay-Z.

## Faixas
1. "Hand It Down (Intro)" - 2:56
2. "Hard Knock Life (Ghetto Anthem)" - 3:58
3. "If I Should Die" - 4:55
4. "Ride or Die" - 4:48
5. "Nigga What, Nigga Who (Originator 99)" - 3:53
6. "Money, Cash, Hoes" - 4:46
7. "A Week Ago" - 5:00
8. "Coming of Age (Da Sequel)" - 4:21
9. "Can I Get A..." - 5:09
10. "Paper Chase" - 4:34
11. "Reservoir Dogs" - 5:19
12. "It's Like That" - 3:45
13. "It's Alright" - 4:01
14. "Money Ain't a Thang" - 4:13

## Samples
Intro (Hand It Down)
- "Are You Man Enough" de The Four Tops
- "Contains lyrics from "Coming Of Age" de Jay-Z ft Memphis Bleek

Hard Knock Life (Ghetto Anthem)
- "It's a Hard Knock Life" do musical Annie

A Week Ago
- "Ballad for the Fallen Soldier" de The Isley Brothers

Reservoir Dogs
- "Theme from Shaft" de Isaac Hayes
- "24- Carat Black (Theme)" de 24 Carat Black
- "Know How" by Young MC

It's Like That
- "Beggar's Song" de Wet Willie

It's Alright
- "The Hall of Mirrors" de Kraftwerk
- "Once In a Lifetime" de Talking Heads

Money Ain't a Thang
- "Weak at the Knees" de Steve Arrington

## Histórico nas paradas
| Parada (1998)                           | Maior posição |
| --------------------------------------- | ------------- |
| E.U.A. Billboard 200                    | 1             |
| E.U.A. Billboard Top R&B/Hip-Hop Albums | 1             |
| Canadian Albums Chart                   | 20            |

| Parada (1990-1999)   | Posição |
| -------------------- | ------- |
| E.U.A. Billboard 200 | 62      |

| Ano  | Canção                            | Billboard Hot 100 | Hot R&B/Hip-Hop Singles & Tracks | Hot Rap Singles |
| ---- | --------------------------------- | ----------------- | -------------------------------- | --------------- |
| 1998 | "Can I Get A..."                  | 19                | 6                                | 22              |
| 1998 | "Hard Knock Life (Ghetto Anthem)" | 15                | 10                               | 2               |
| 1999 | "Money, Cash, Hoes"               | 116               | 36                               | 19              |
| 1999 | "Jigga What, Jigga Who"           | 84                | 23                               | 19              |

Período no topo das paradas